# Vĩnh Hòa Phú
Vĩnh Hòa Phú là một xã thuộc huyện Châu Thành, tỉnh Kiên Giang, Việt Nam.

## Địa lý
Xã Vĩnh Hòa Phú có vị trí địa lý:
- Phía đông giáp thị trấn Minh Lương và xã Bình An
- Phía tây giáp huyện An Biên
- Phía nam giáp xã Bình An
- Phía bắc giáp xã Vĩnh Hòa Hiệp và thành phố Rạch Giá.

Xã Vĩnh Hòa Phú có diện tích 23,87 km², dân số năm 2020 là 14.522 người, mật độ dân số đạt 608 người/km².

## Hành chính
Xã Vĩnh Hòa Phú được chia thành 6 ấp: Vĩnh Đằng, Vĩnh Hòa 1, Vĩnh Hòa 2, Vĩnh Hội, Vĩnh Phú, Vĩnh Qưới.

## Lịch sử
Ngày 7 tháng 2 năm 2005, Chính phủ ban hành Nghị định 15/2005/NĐ-CP về việc thành lập xã Vĩnh Hòa Phú trên cơ sở 2.668,58 ha diện tích tự nhiên và 11.237 nhân khẩu của xã Vĩnh Hòa Hiệp.

## Thư viện ảnh

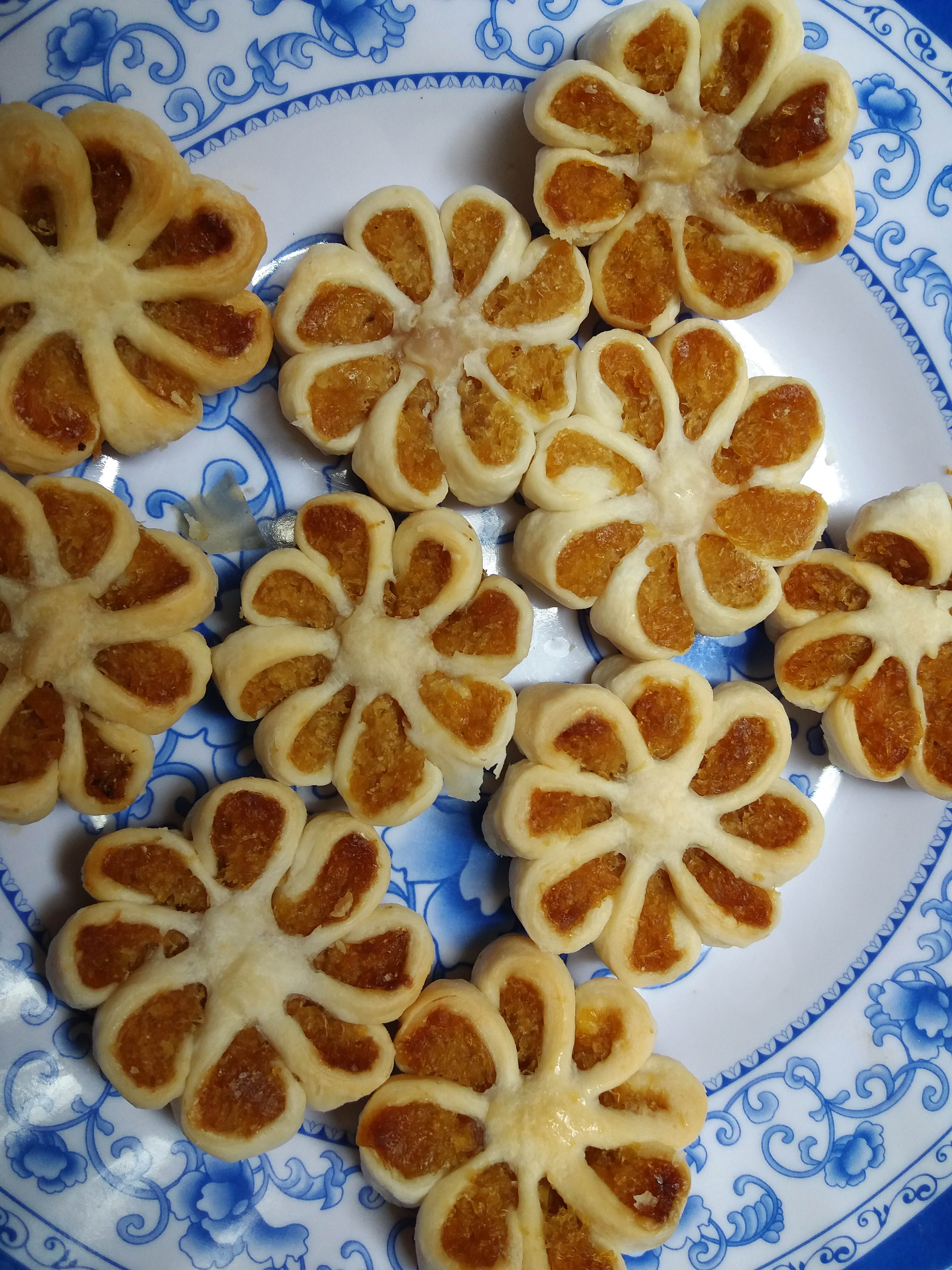
Bánh hoa mai nhân khóm Tắc Cậu